# Антелоп (остров)
Антелоп (англ. Antelope Island) — крупнейший остров Большого Солёного озера.

## География
Площадь острова — 109 км², но постоянно меняется из-за изменения уровня бессточного озера. В особо засушливые годы остров может временно становиться полуостровом. Остров вытянут с севера на юг, средние размеры — 24 км на 8 км. По центру проходит горный хребет. Высшая точка — Фрэри-Пик (2010 м над уровнем моря), низшая — побережье озера (в среднем 1290 м).

## История
Археологические данные датируют самое раннее поселение коренных американцев в Юте примерно 10-12 тыс. лет назад. Люди палеолита жили вблизи водно-болотных угодий Большого Бассейна, где обитало множество рыб, птиц и мелких диких животных. Источники воды также привлекали крупную дичь, в том числе гигантских бизонов, мамонтов и наземных ленивцев. С годами мегафауна исчезла, в то время как американские бизоны, олени и вилороги размножились.
В Архаический период население проживало в основном в пещерах возле Большого Соленого озера, основным занятием было собирательство. Их рацион состоял в основном их рацион в основном состоял из произрастающих здесь солеустойчивых растений. Около 1500 лет до нашей эры уровень озера поднялся, и население сократилось.
Первыми европейцами, достигшими острова, были Джон Фримонт и Кит Карсон. В 1845 году они назвали остров в честь полорогих. В честь Фримонта назван соседний остров.

## Флора и фауна
Остров Антелоп покрыт прериями с сухой травой, что обеспечивает хорошие условия для обитания бизонов. Кустарники редки, в основном около источников воды. Деревья, высаженные человеком, в основном произрастают около построек.
Парк штата охраняет среду обитания для самых разных диких животных. Несмотря на свое название, парк наиболее известен своим стадом бизонов численностью от 550 до 700 голов. На территории парка также обитают зайцы, вилороги, толстороги, рыси, олени, койоты и несколько видов грызунов. Остров и Большое Соленое озеро привлекают перелётных птиц. Внутренние луга на острове служат средой обитания для куропаток, кроличих сычей, американских кроншнепов и нескольких видов хищных птиц.

## Охраняемая территория
C 1969 года — парк штата. Организация Парки штата Юта приобрели первые 2000 акров на севере острова в 1969 году, а остальную часть — в 1981 году.
Парк штата Антелоп-Айленд — пятый по посещаемости в Юте. В 2010 году его посетило около 280 тыс. туристов, в 2022 году — уже 885 тыс. Популярно и восхождение на гору Фрэри-Пик.

## Галерея
- Остров в июле 2017 года
- Остров с высоты птичьего полёта
- Растительность Антелоп-Айленд
- Бизоны острова